# Първа гвардейска пехотна дивизия
Първа гвардейска пехотна дивизия (още Първа гвардейска народоосвободителна дивизия) е съединение на Българската армия, което участва в първата фаза на войната срещу Германия (1944 – 1945).

## История
Първа гвардейска пехотна дивизия е създадена на 9 септември 1944 г. Формирана е в района на Брезник, Радомир и Дупница от доброволци, участници в комунистическото движение по време на Втората световна война (1941 – 1945): партизани, нелегални, политзатворници, ятаци и помагачи. Включена е в състава на Първа българска армия. За командири на дивизията, полковете и подразделенията са назначени партизански командири, на които са присвоени офицерски звания. Титулярен командир е генерал-майор Славчо Трънски, но поради раняването му още преди формирането на дивизията, тя има за действащ командир генерал-майор Димитър Попов с помощник-командир полковник Здравко Георгиев. Началник-щаб на дивизията е капитан Емануил Карамфилов.

## Състав
Първоначално в състава на дивизията влизат 3815 доброволци.
- 1-ви гвардейски пехотен полк (Брезник) – полк. Денчо Знеполски
- 2-ри гвардейски пехотен полк (Радомир) – полк. Славчо Радомирски
- 3-ти гвардейски пехотен полк (Дупница) – полк. Васил Демиревски
- 1-ви гвардейски артилерийски полк
- Дивизионни части
  - Свързочна и пионерно-щурмова дружина (София)
  - Противовъздушна батарея и конен ескадрон (Ямбол)
  - Интендантска коларо-превозна рота (Сливен)
  - Санитарна и ветеринарна лечебница (Сливен)
  - Камионен взвод (Шумен)

Оръжието, боеприпасите, снаряжението и облеклото на дивизията е взето от разформированите съединения на 1-ви корпус.
Дивизията е част от състава на 2-ра армия и взема участие в Нишката операция (1944), след което от 16 октомври участва и в Страцинско-Кумановската операция. Води военни действия при Власотинци, Сурдолица, Бояново, Ястребец и Куманово. Във войната дава 154 убити и 387 ранени.
Общият кадрови състав достига 7025 войници, подофицери и офицери. Участва в Страцинско-Кумановската операция на Българската армия. Разформирована е след приключване на първата фаза на войната в края на 1944 година. Демобилизирана е през януари 1945 година.

## Началници
- Генерал-майор Славчо Трънски (титуляр)
- Генерал-майор Димитър Попов (от септември 1944 г.)